# Адмирал Бутаков (сторожевой корабль)
INS «Tushil» (бывший «Адмирал Бутаков) — российский фрегат проекта 11356 для ВМС Индии. Бортовой номер F70.
Изначально был назван в честь адмирала Российского императорского флота Григория Ивановича Бутакова для ВМФ России, а потом переименован в «Tushil» (в переводе с санскрита «Щит») для ВМС Индии.

## История постройки корабля
Фрегат «Адмирал Бутаков» был заложен 12 июля 2013 года.
Корпус корабля спущен на воду 2 марта 2016 года, для освобождения стапеля.
1 июля 2017 года в ходе Международного военно-морского салона (МВМС-2017) командованием ВМФ России было объявлено, что простаивавший на судостроительном заводе «Янтарь» из-за непоставок Украиной двигателей производства ГП НПКГ «Зоря-Машпроект» фрегат будет достроен и передан Черноморскому флоту ВМФ России. Контракт на постройку четырёх фрегатов проекта 11356 между Россией и Индией был подписан в 2018 году. Планируется возобновление строительства для ВМС Индии в 2019 году.
Строительство возобновлено для ВМС Индии 14 августа 2019 года.
Повторно спущен на воду 28 октября 2021 года на заводе «Янтарь», начал заводские ходовые испытания 5 марта 2024 года, планируется передача ВМС Индии в конце 2024 года.
9 декабря 2024 г. фрегат передан Министру обороны Индии  Раджнатху Сингху и экипажу ВМС Индии. На корабле поднят флаг Индии и флаг ВМС Индии. Фрегат готов к переходу в Индию..
20 декабря 2024 года фрегат INS «Tushil» вышел в свой первый дальний поход, к месту базирования в Индию, сообщает Минобороны Индии.